# Sveriges grevskap
Grevskap utdelades i Sverige från 1562 till 1680.

## Erik XIV 1560–1568
Den grevliga värdigheten infördes av Erik XIV vid hans kröning i Uppsala 29 juni 1561, då han förlänade den åt tre av sina anförvanter: riksråden Svante Sture d.y., Per Brahe d.ä. och Gustav Johansson (Tre Rosor).
Någon tid därefter erhöll de grevskap: Per Brahe 20 mars 1562 Visingsborg på Visingsö i Vättern; Svante Sture 11 juni samma år Västervik i Småland och Gustav Johansson ungefär samtidigt Bogesund i Västergötland. Dessa län var såväl med avseende på område som de förmåner, vilka åtföljde dem, av jämförelsevis ringa betydelse.

## Johan III 1568–1592
Då Johan III bestigit tronen 1568, blev deras ställning väsentligen ändrad. Per Brahe fick 9 juli 1569, till grevskapets förbättring vidsträckta besittningar, huvudsakligen belägna kring södra delen av Vättern och i västra Västergötland. 29 oktober 1602 utbyttes länsdelen i västra Västergötland mot nya besittningar kring södra delen av Vättern.
Svante Stures änka, Märta Leijonhufvud erhöll 1570 än betydligare områden i nordvästra Småland samt några gods i Västergötland, i samband varmed grevskapet fick namnet Stegeholm och Västervik. Ett nytt grevskap, Raseborg i Nyland, gavs 25 juni 1571 åt Sten Eriksson Leijonhufvuds änka Ebba Lilliehöök.

## Sigismund 1592–1599
Under Sigismunds och Karl IX:s regeringar 1592–1611 tillkom inga nya grevskap.

## Karl IX 1599–1611
Efter Sigismunds nederlag i striden mot hertig Karl 1598 fråndömdes Visingsborgs grevskap den dåvarande innehavaren, greve Erik Brahe, och överlämnades 12 december 1600 åt dennes bror Magnus. Även grevskapet Raseborg indrogs 1600 till kronan från greve Axel Stensson Leijonhufvud, men gavs samma år åt hans bror Mauritz, efter vars död hans hustru Amalia von Hatzfeld och barn behöll det till 1607, då det mot en avträdessumma gavs åt Axels son Sten.

## Gustav II Adolf 1611–1632
Gustav II Adolf åter utdelade två, nämligen Läckö i Västergötland vid Vänern åt Jakob De la Gardie  10 maj 1615 och Pernau i Livland åt greve Frans Bernhard von Thurn 16 oktober 1627. Däremot hemföll till kronan genom de grevliga ätternas utslocknande grevskapet Bogesund och det Stureska grevskapet Stegeholm och Västervik.

## Förmyndarregeringen 1632–1644
Till följd av Sten Leijonhufvuds stämplingar mot riket sekvestrerades grevskapet Raseborg 1632, varefter det 1636 genom laga dom fråntogs honom och gavs åt hans bror Johan Kasimirs änka och söner.

## Kristina 1644–1654
Sedan drottning Kristina 1644 övertagit regeringen, mångdubblade hon inom kort grevskapens antal. Sålunda gav hon åt Axel Oxenstierna 20 november 1645 grevskapet Södermöre i Småland, åt Gustav II Adolfs utomäktenskaplige son Gustaf Gustafsson 20 augusti 1646 Vasaborg i Egentliga Finland, åt Lennart Torstenson 5 februari 1647 Ortala i Uppland, vartill 9 februari 1648 lades Norrtälje stad, åt Magnus Gabriel De la Gardie 25 november 1648 Arensburg på Ösel.
På en och samma dag, 26 mars 1651, utdelade Kristina inte mindre än sex grevskap, nämligen: åt Johan Banérs son, Gustaf Adam Banér Sordavala i Keksholms län; åt Gustaf Horn Björneborg i Satakunda; åt Hans Kristofer von Königsmarck Stegeholm och Västervik i Småland; åt Gabriel Bengtsson Oxenstierna Korsholm och Vasa i Österbotten, betydligt förstorat 17 april 1652; åt Fredrik Gustafsson Stenbock Bogesund i Västergötland, utökat med en stor donation i Halland 20 maj 1653 samt åt Karl Gustaf Wrangel Salmis i Kexholms län.
Vidare gav hon åt Ture Gabrielsson Oxenstierna 10 november 1651 Kronoborg i Keksholms län; åt Arvid Wittenberg 3 januari 1652 Nyborg i Keksholms län; åt Klas Tott 20 mars 1652 Karleborg i Österbotten, betydligt utvidgat 20 juli 1653; åt Axel Lillie 20 maj 1652 Lillienborg i Halland; åt Lars Kagg 2 oktober 1653 Mariestad i Västergötland; åt Robert Douglas 28 maj 1654 Skeninge i Östergötland; åt Kristofer Karl von Schlippenbach 1 juni 1654 Skövde i Västergötland och åt Anton von Steinberg 2 juni 1654 Enköping i Uppland.
Samtidigt med att dessa län utdelades, förstorades högst betydligt de gamla grevskapen Raseborg 20 december 1649; Läckö 16 april 1651 och särskilt Visingsborg, dels genom donationer 28 juli 1646 samt 5 april och 6 oktober 1647, dels genom en mängd köp och byten av Per Brahe den yngre Därjämte gav drottningen successionsrätt åt Magnus Gabriel De la Gardies bröder 25 november 1648 till Arensburg; åt Ture Gabrielsson Oxenstiernas bror Johan och brorson Gabriel Gabrielsson 10 november 1651 till Kronoborg och åt Fredrik Stenbocks bröder Erik och Gustaf Otto 27 mars 1651 till Bogesund. För övrigt bör anmärkas, att Königsmarcks och Stenbocks grevskap inte omfattade samma besittningar som Gustav Johanssons och Sturarnas län med samma namn.

## Karl X Gustav 1654–1660
Även efter reduktionen 1655 (fjärdepartsräfsten) bibehöll dock greveståndet under det närmast följande fjärdedels seklet sin ställning i samhället tämligen orubbad. Några nya grevar utnämndes jämväl, och ett grevskap av betydligt område, Sölvesborg i Blekinge, gavs av Karl X Gustav 10 mars 1658 åt dansken Corfitz Ulfeldt. Länet fråndömdes honom visserligen 1660, men gavs 11 december samma år åt Lars Kagg, som av drottning Kristina, då hon 1653 förlänade honom Mariestad, fått löfte om ett bättre grevskap i framtiden.

## Förmyndarregeringen 1660–1672
Sedan Kagg dött utan mansarvingar, fick Karl Gustaf Wrangel, 14 september 1665, tillbyta sig det mot grevskapet Salmis i Keksholms län. Därjämte erhöll Magnus Gabriel De la Gardie, 8 april 1661, till ersättning för Arensburg (som han 1654 tvingats avstå, då Ösel anslogs till drottning Kristinas underhåll) grevskapet Pernau, vilket, efter von Thurnska ättens utslocknande på svärdssidan, tillfallit kronan.

## Karl XI 1672–1697
Slutligen blev Karl X Gustavs utomäktenskaplige son Gustaf Carlson, utnämnd till greve 9 mars 1674, och erhöll det honom förut donerade Börringe i Skåne till grevskap.
Vid Karl XI:s reduktion 1680 (förmyndarräfsten), då motsättningen mellan högadeln och lågadeln alltmer skärpts, beslöts emellertid bland annat, att alla återstående grev- och friherrskap skulle dras in till kronan, och detta skedde därpå under de följande åren.

## Gustav III 1772–1792
Sveriges sista grevskap instiftades av Joachim Beck-Friis 1791 efter tillstånd av Gustav III. Grevskapet omfattar egendomarna Fiholm och Börringekloster.